# 盧聖一
盧聖一（韓語：노성일，1952年4月1日—），韓國醫師與醫學研究者，曾參與黃禹錫的研究計劃，並揭發黃禹錫實驗結果造假與不正當使用女性捐贈者卵子的醜聞。

## 生平
1977年，取得延世大學醫學院婦產科學位。1985年，成為美國俄亥俄州立大学研究員。1987年成為維吉尼亞大學研究員。
2002年，加入黃禹錫為首的研究計劃。
2004年4月盧聖一離開黃禹錫實驗室，進入韓國癌症醫學中心。
2005年，黃禹錫在《Science》第308期發表研究結果，宣稱複製出十一個胚胎幹細胞。盧聖一覺得其結果不合理。隨後，黃宇錫宣布將會為一名十歲男童進行脊髓幹細胞手術，盧聖一認為實驗尚未完成，擔心手術結果對男童不利。
6月1日，盧聖一以電子郵件，發函給媒體《文化放送》（Munhwa Broadcasting Corporation，MBC），建議他們進行調查。在11月22日，文化放送的調查節目播出，指控黃禹錫論文造假，引起新聞事件。